# جی۲۹–۳۸
جی۲۹–۳۸ یک ستاره است که در صورت فلکی ماهی قرار دارد.